# Bodega (Californie)
Pour les articles homonymes, voir Bodega (homonymie).
Pour la localité du même comté, voir Bodega Bay.
Bodega est une census-designated place située dans le comté de Sonoma, dans l’État de Californie, aux États-Unis. Sa population s’élevait à 220 habitants lors du recensement de 2010.

## Démographie
| 2000 | 2010 | - | - | - | - |
| ---- | ---- | - | - | - | - |
| 283  | 220  | - | - | - | - |

## Source
- (en) Cet article est partiellement ou en totalité issu de l’article de Wikipédia en anglais intitulé « Bodega, California » (voir la liste des auteurs).

1. ↑  « Statistiques des États-Unis (Californie) - Profils des communautés de 2010 » (consulté en novembre 2020)